# Jリーグクラブチャンピオンシップ
Jリーグクラブチャンピオンシップとは、iOS、AndroidでKONAMIより2019年から配信されている、スマートデバイス専用のモバイルゲームアプリ。略称はJクラ。2023年現在、登録利用者数は1500万人を超えている。

## 概要
全てのJ1リーグとJ2の選手が実際の名前と写真付きで、リーグとオフィシャルパートナー契約されて登場する。Jリーグに所属したことのある、往年のレジェンド選手カードサッカー日本代表の面々も登場する。
プレイは基本無料である。2023年には4周年を迎えた。キャラクターとして一平くんも登場する。実際のサッカーをモチーフとしたイベントが繰り返し開催され、各対象チーム(J1・J2)から期間限定で特別な選手カードが登場する。

## システム
マイページ、試合、編成、選手、ガチャの5つが、画面下部に並べて表示されるUIとなっている。バモと呼ばれるアイテム課金システムを採用しており、様々な用途がある。試合はオートバトル形式になっており、自チームの選手を操作することはできない。設定で視点や速度設定、編成でフォーメーションや交代、戦術設定などを変更できる。試合を行うためには、GP(ゲームポイント)、イレブンマッチにはBP(バトルポイント)が必要となる(BPにもさまざまな用途がある)。ガチャには期間限定とプレミアムの2種類が存在し、引く際の演出は右から左に流れてくるサッカーボールをゴールに蹴り込むものとなっている。ゲーム内ではさまざまなアイテムが登場し、選択した選手の強化、ポイントの回復、さらなるアイテムの入手が可能である。

## Jリーグとの関係
実際に月間MVP、月間ベストゴールに選ばれたJ1リーグ、J2リーグの選手それぞれ1名ずつが選手カードとして登場する。